# Gül-moskén
Gül-moskén (turkiska: Gül Camii, "Rosmoskén") är en moské i Istanbul, Turkiet. Moskén ligger i Vakıf Mektebi Sokak i distriktet Fatih, Istanbul, i närheten av Ayakapı. 
Moskén uppfördes som en bysantisk kyrka någon gång mellan 900-talet och 1100-talet, fram tills den vid den osmanska erövringen av Konstantinopel 1490 omvandlades till moské. Under denna period infördes även en särskild loge för sultanen i moskén.

## Historia

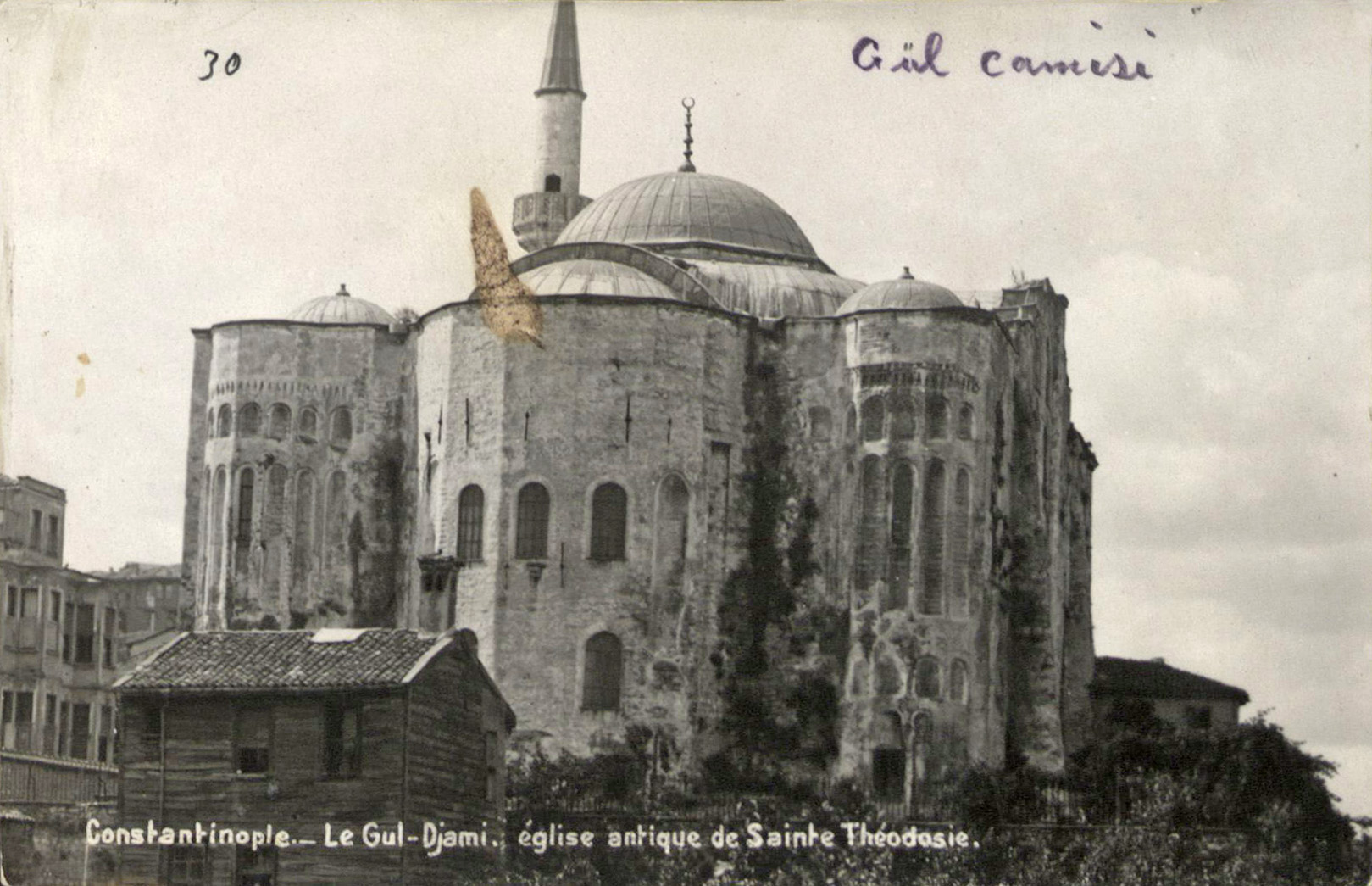
Gül-moskén under den osmanska perioden.

Byggnaden omnämns som kyrka i ett historiskt dokument för sista gången den 28 maj 1453. Denna dag, som skulle bli slutet för det bysantinska riket, gick kejsar Konstantin XI med patriarken för att be i kyrkan, som var prydd med rosenkransar. När de osmanska trupperna anlände var byggnaden fortfarande prydd med blommor, vilket är en traditionell förklaring till namnet Rosmoskén.
Efter den osmanska erövringen skadades kyrkans källare, varefter den började användas som örlogsbas. Nära byggnaden etablerade Seyhülislam Molla Hüsrev Mehmet Effendi (död 1480) en vakıf (stiftelse) och uppförde en liten moské (Küçük Mustafa Paşa Mescidi) och ett bad (Küçük Mustafa Paşa Hamamı), som fortfarande finns kvar.
År 1490 reparerades byggnaden, varpå den omvandlades till en moské. Mellan 1573 och 1578 besökte den tyske predikanten Stephan Gerlach moskén, vilken han (möjligtvis felaktigt) identifierade den med kyrkan Hagia Theodosia. Under det århundradet ska en lokal helig man vid namn Gül Baba ha begravts i byggnaden. Det är möjligt att moskén faktiskt är uppkallad efter honom.

## Arkitektur

### Exteriör

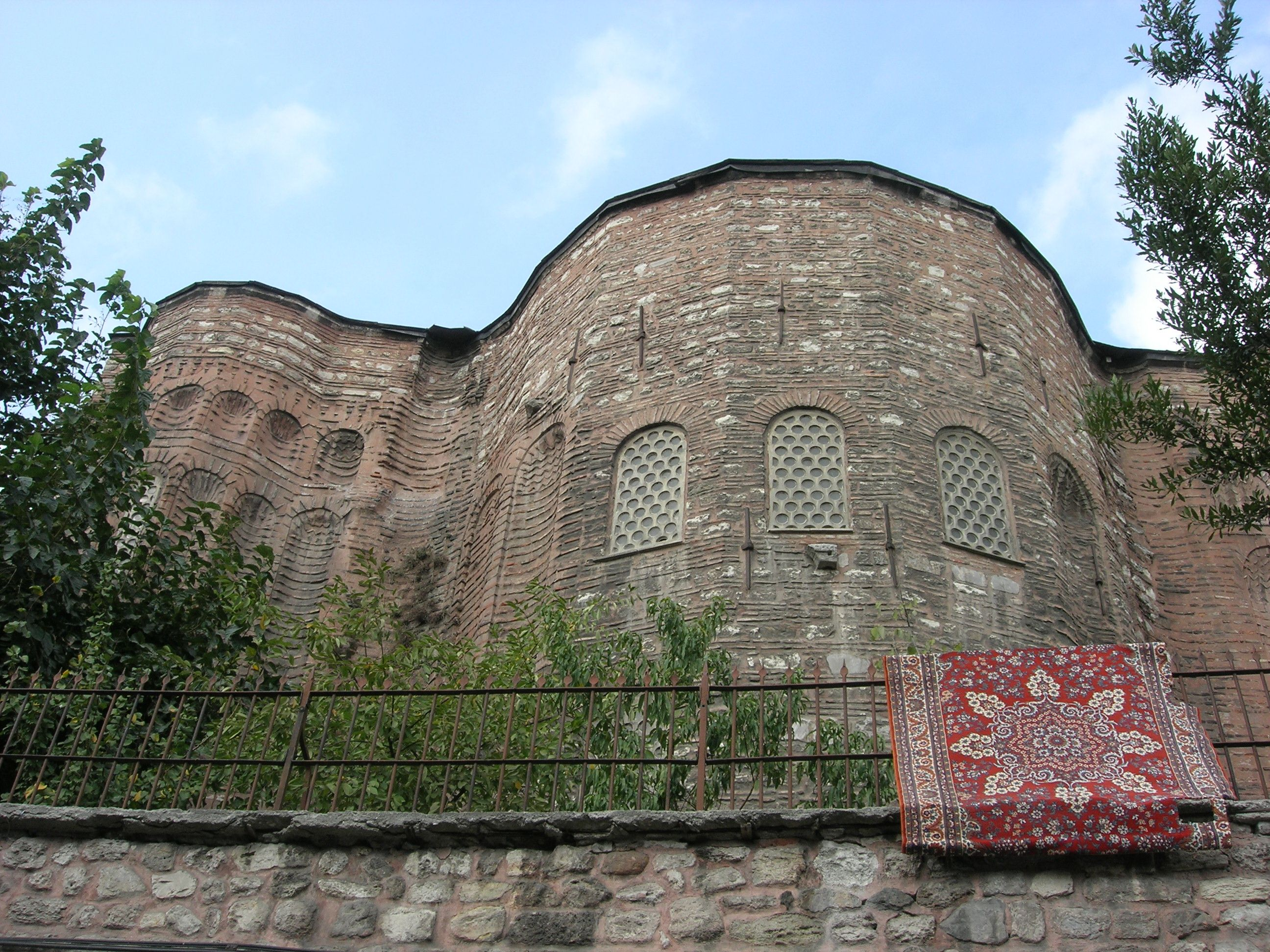
Detalj av absiderna sett från sydost. Skillnaden i murverk mellan de låga bevarade bysantinska delarna och de höga osmanska tilläggen är lätt att se.

Moskén hyser en hög välvd källare, som användes för sekulära ändamål under den bysantinska perioden. Byggnaden har en grekisk korsplan som är orienterad nordväst-sydost. Den är 26 meter lång och 20 meter bred, och befästs av fem kupoler, en central kupol byggd av osmanerna och fyra mindre placerade vid de fyra hörnen.

### Interiör

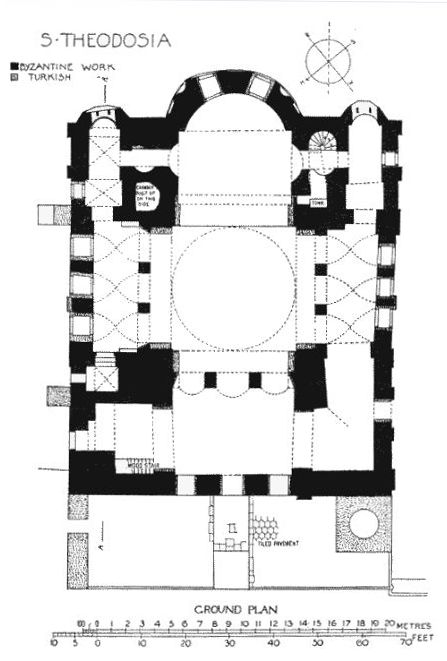
Plan över moskéns bottenvåning från Byzantine Churches in Constantinople (1912)

Inuti de två östra kupolerna finns två små kammare. Den sydöstra kammaren innehåller den påstådda graven av den osmanske helige mannen Gül Baba. Ovanför ingången är en inristning på osmansk turkiska som omnämner Gül Baba som "Jesu lärjunge", något som vittnar om den religiösa synkretismen i Istanbul på 1500-talet. Kammaren kan även ursprungligen ha inhyst Sankta Theodosias grav. Det finns även en myt att den siste bysantinska kejsarens begravningsplats döljs av en av dessa kammare, men myten är grundlös och går bara tillbaka till 1800-talet.

### Galleri

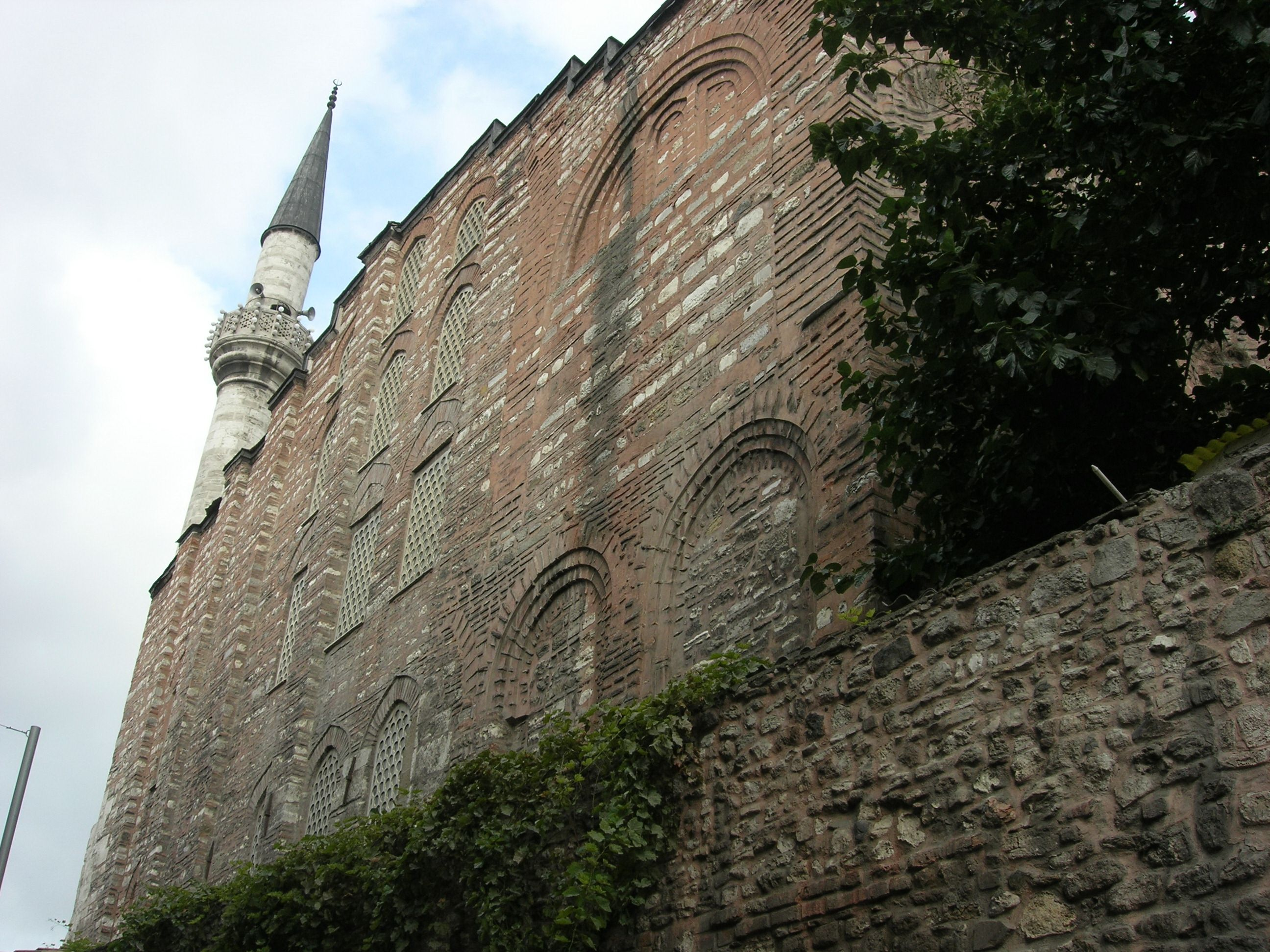
Gül-moskén sedd från söder, med minareten till vänster
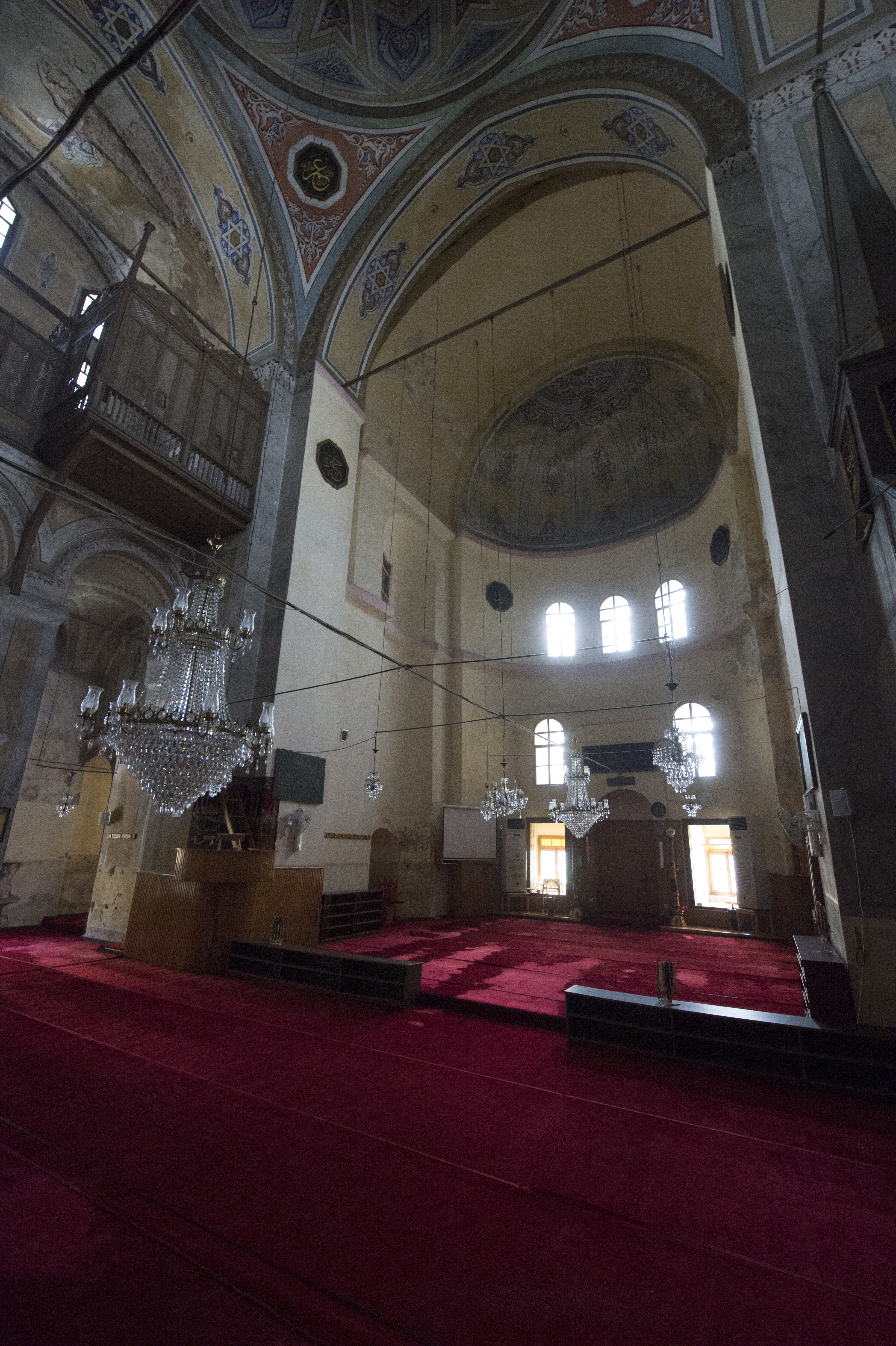
Gül-moskén sedd inifrån
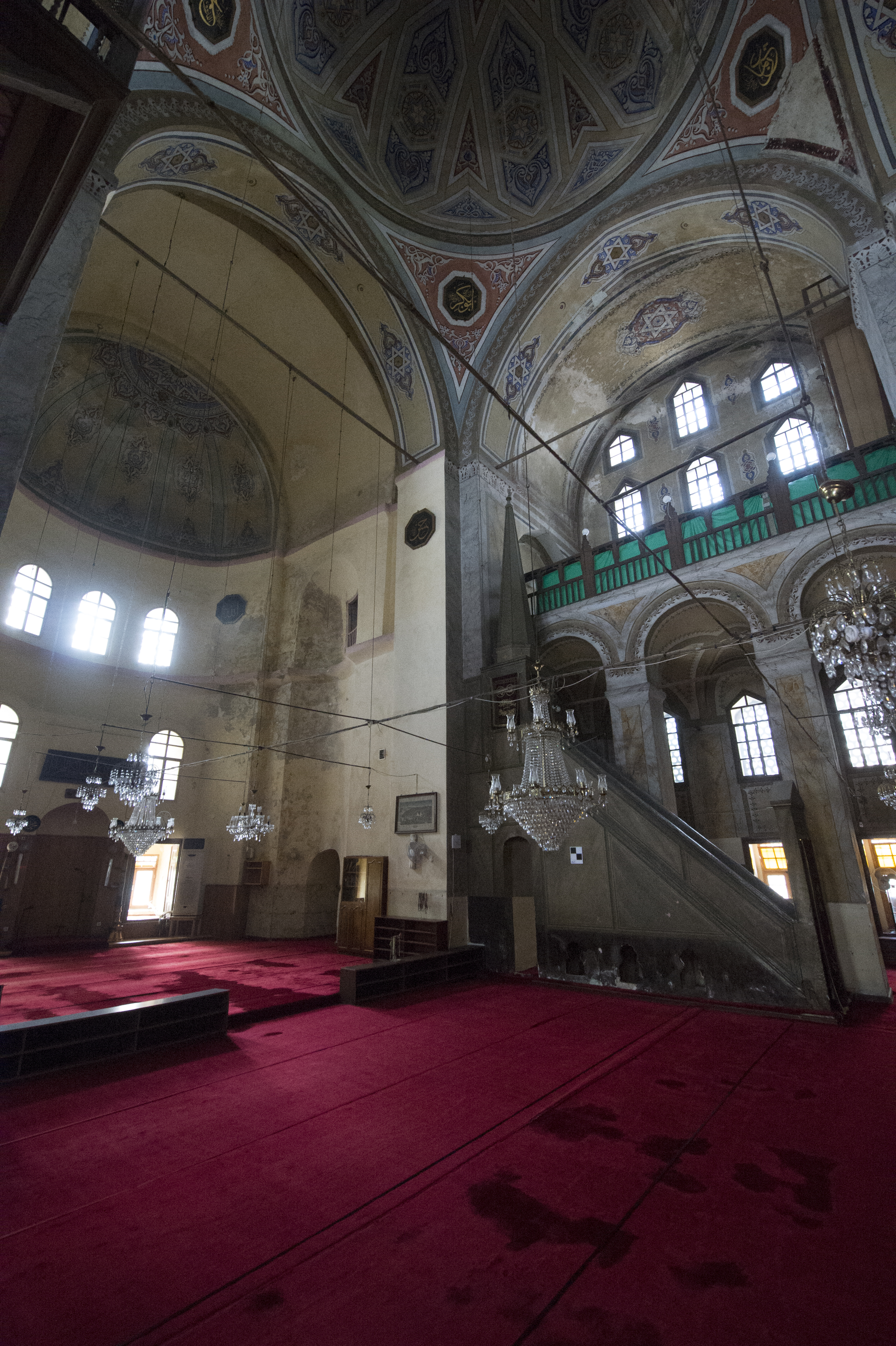
Gül-moskén sedd inifrån
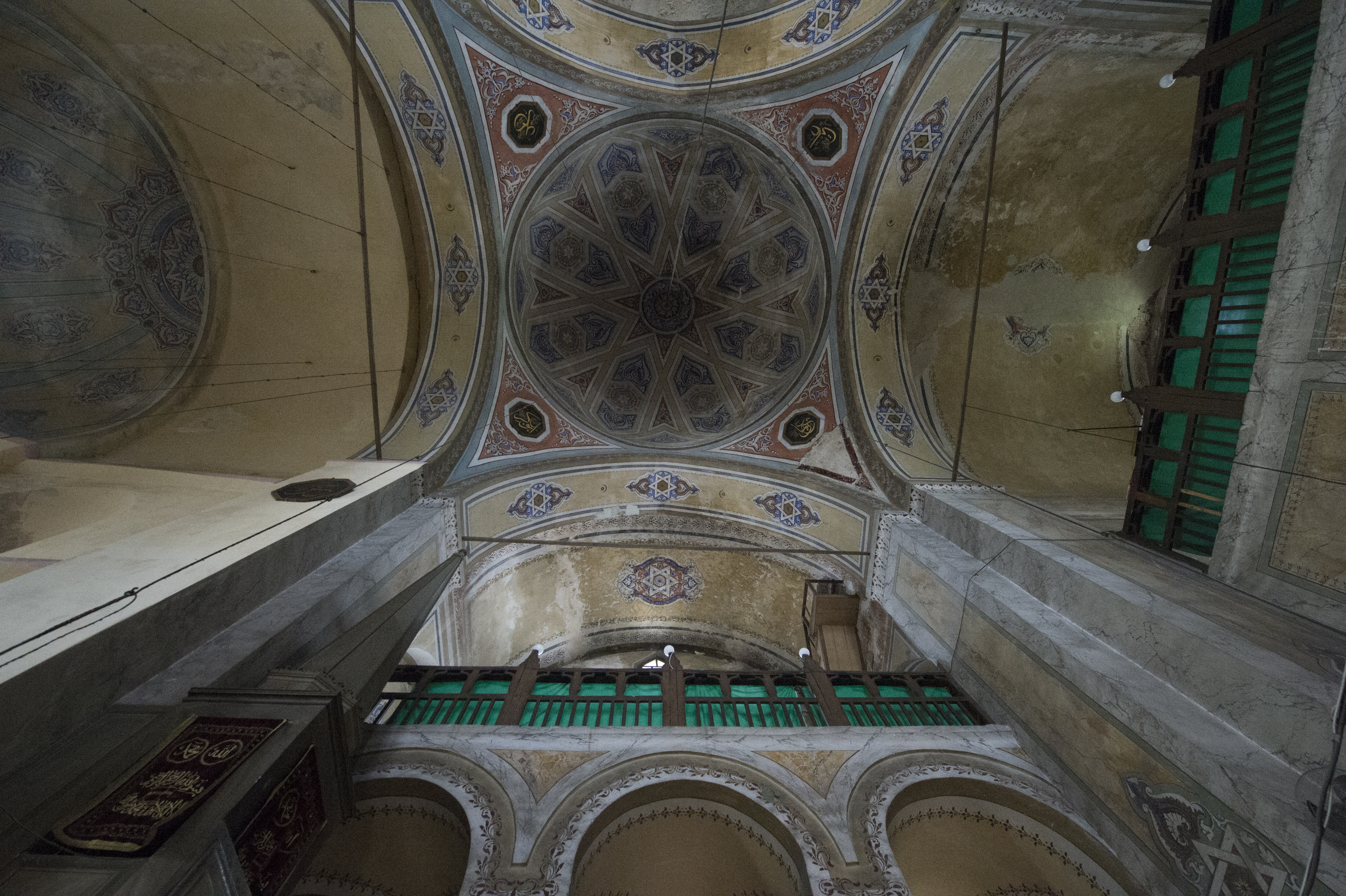
Gül-moskéns kupol
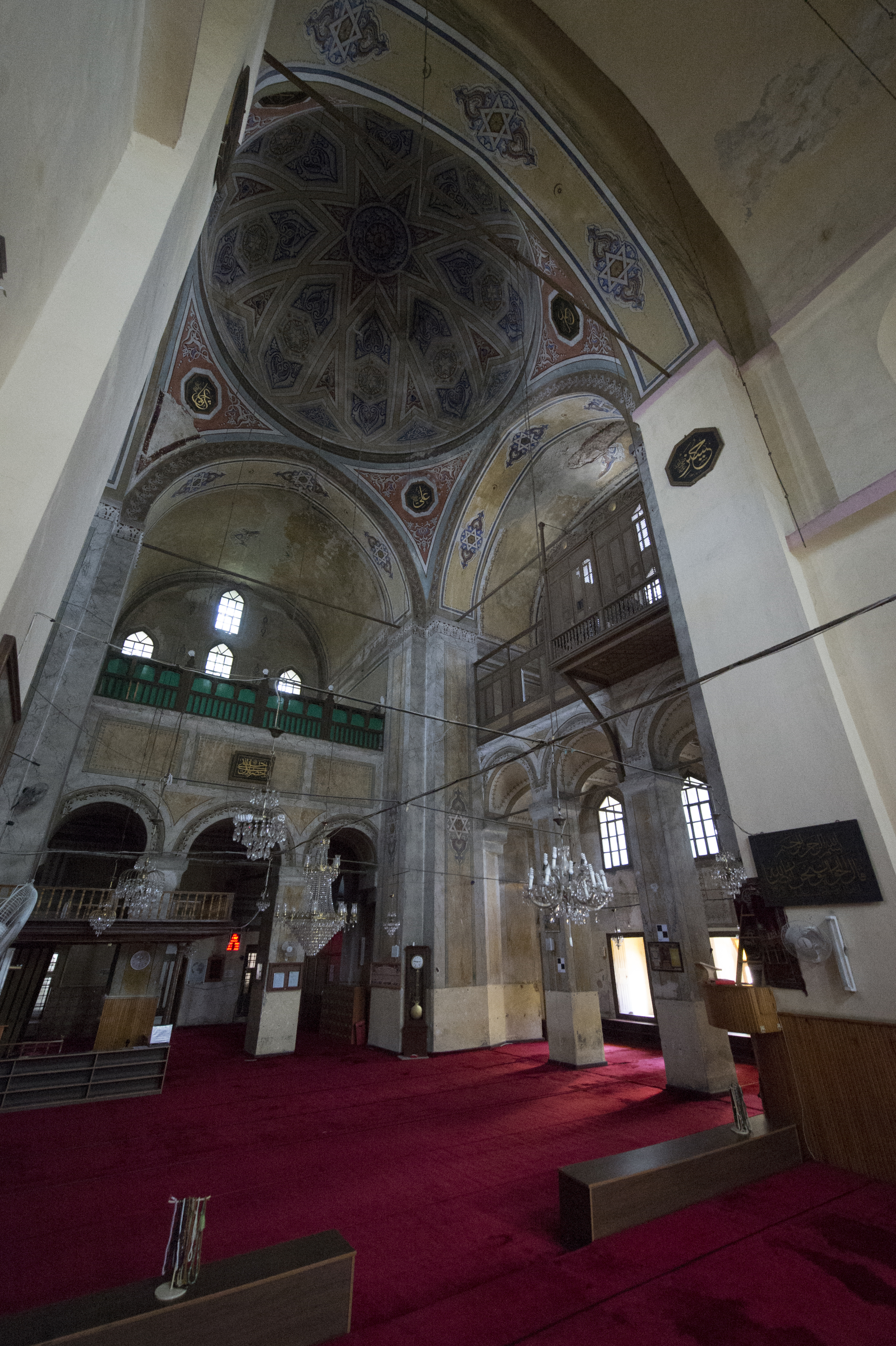
Gül-moskéns sedd inifrån
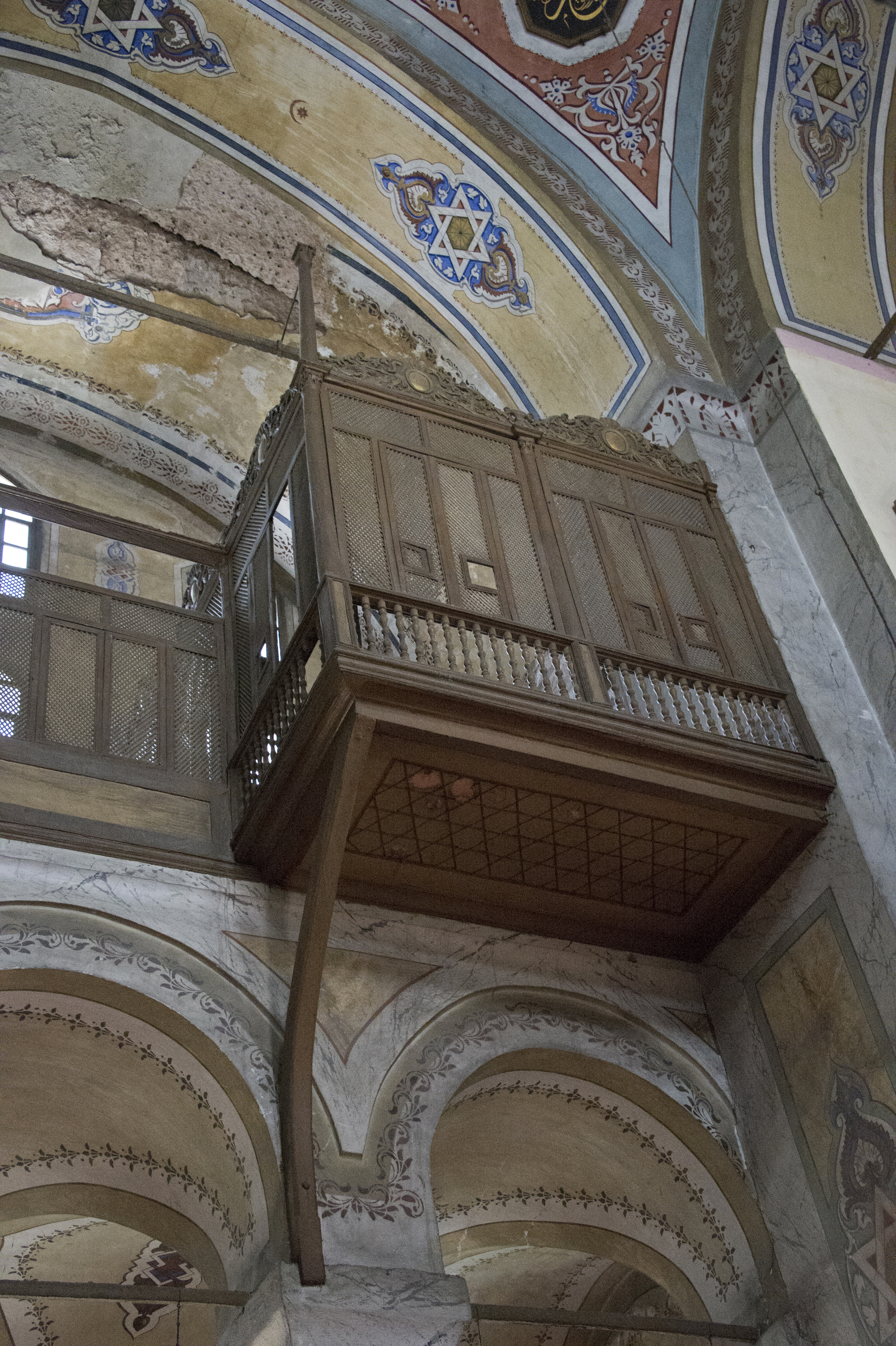
Sultanens loge i moskén
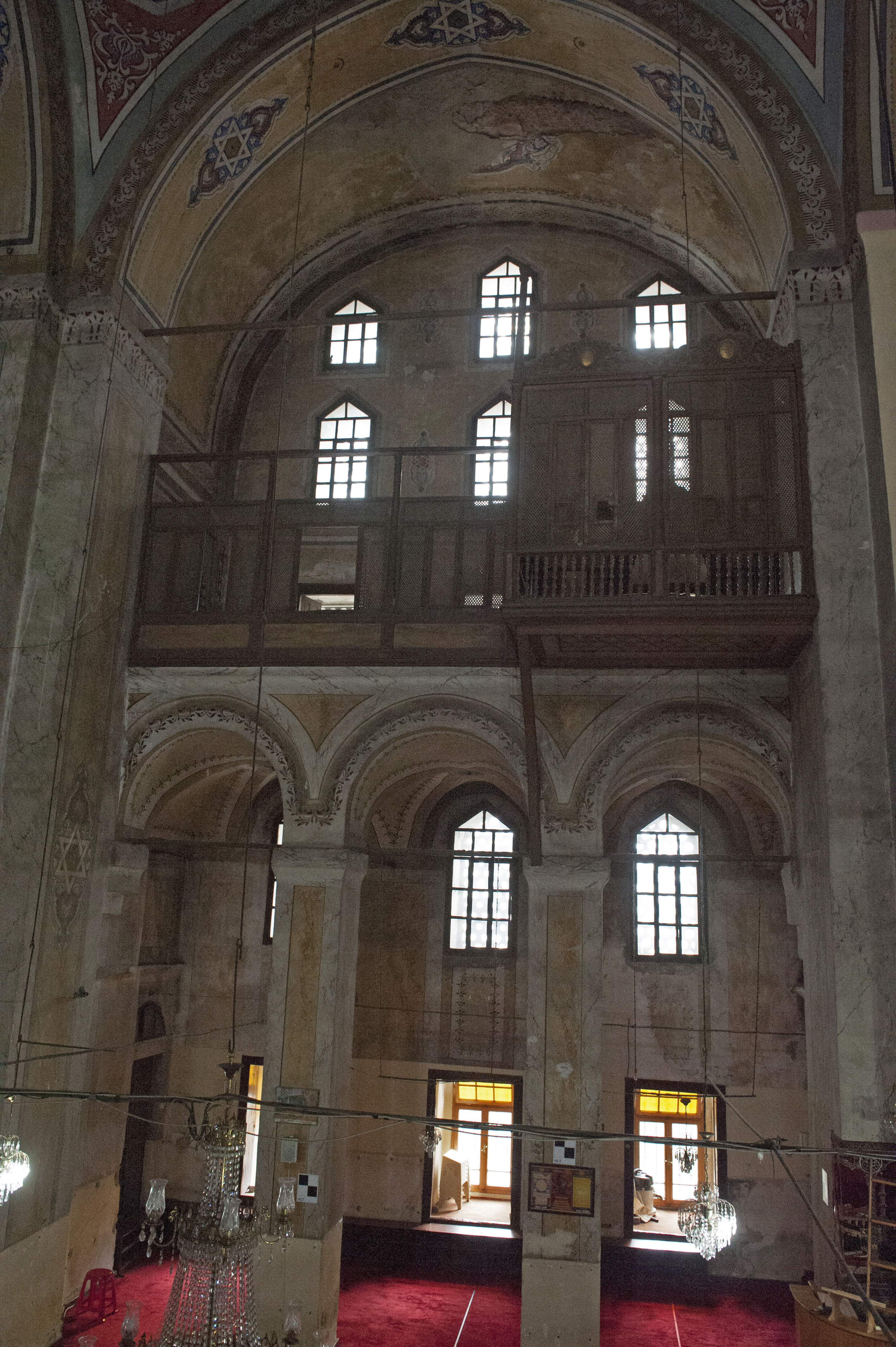
Gül-moskens norra vägg sedd inifrån
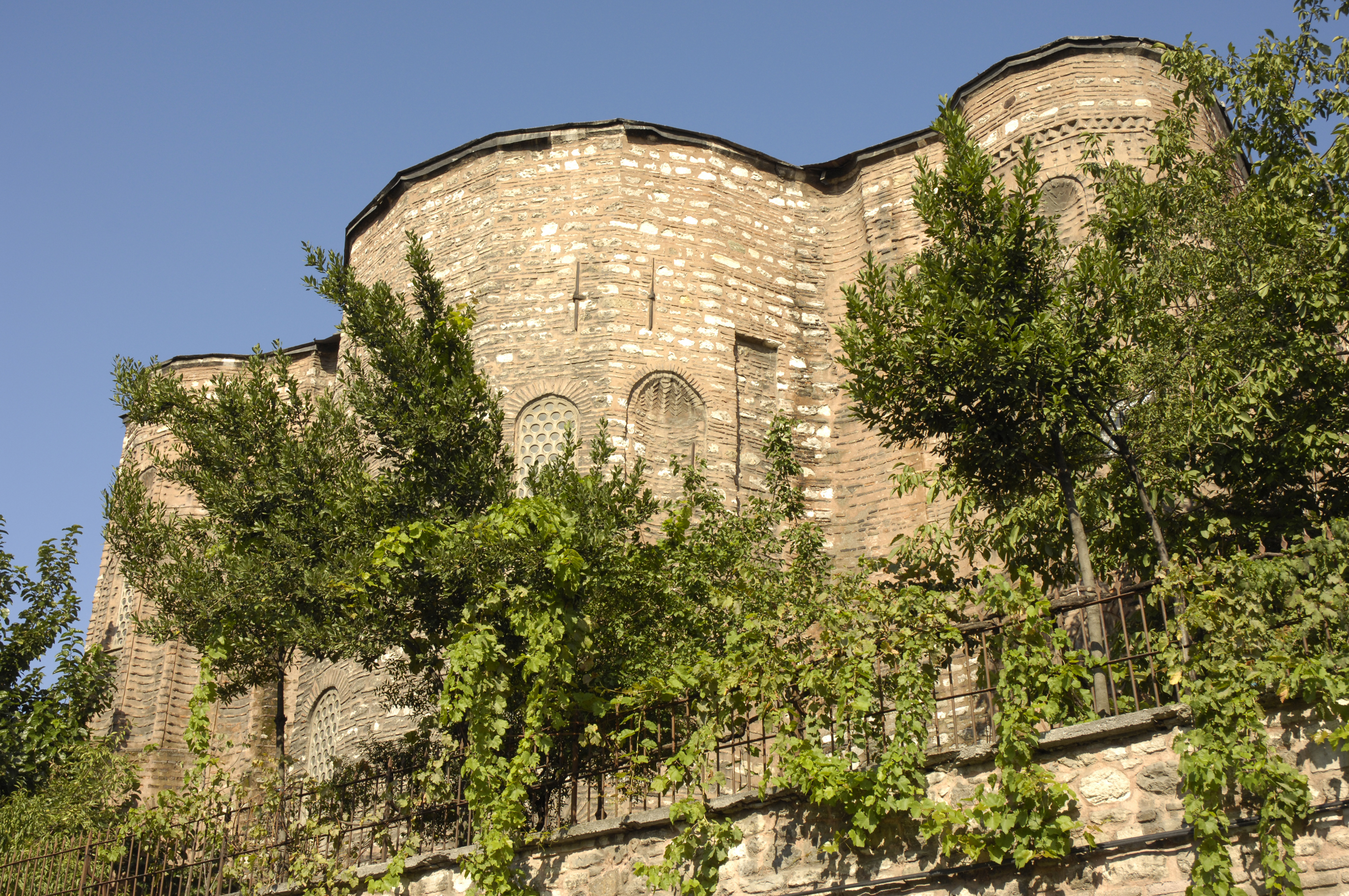
Sidovy av Gül-moskén

## Källförteckning